# ممسني (ديناران)
ممسني (بالفارسية: شهرک ممسنی) هي قرية تقع في إيران في قسم دیناران الريفي. يقدر عدد سكانها بـ 1,137 نسمة .